# Мајкл Ведерли
Мајкл Менинг Ведерли мл. (енгл. Michael Manning Weatherly Jr.; Њујорк, 8. јул 1968) амерички је филмски, позоришни и телевизијски глумац.
Ведерли је најпознатији по улогама посебног агента Ентонија Диноза Млађег у серији Морнарички истражитељи и др Џејсона Була у серији Бул.